# Ajdovščina (gemeente)
Ajdovščina (Duits: Haidenschaft, Italiaans: Aidussina) is een gemeente in Slovenië, in de Vipava vallei minder dan 20 kilometer verwijderd van de grens met Italië, en ongeveer 25 kilometer van de Adriatische Zee. Ajdovščina, dat in 1955 de titel van stad verkreeg, is zetel van de gelijknamige gemeente, welke volgens de volkstelling in 2002 18.095 inwoners telde. Sinds 1902 is het via het spoor verbonden met Gorizia. Ajdovščina ligt in de Sloveense Karst, in de Vipava vallei.

## Plaatsen in de gemeente
Ajdovščina, Batuje, Bela, Brje, Budanje, Cesta, Col, Črniče, Dobravlje, Dolenje, Dolga Poljana, Gaberje, Gojače, Gozd, Grivče, Kamnje, Kovk, Kožmani, Križna gora, Lokavec, Male Žablje, Malo Polje, Malovše, Otlica, Plače, Planina, Podkraj, Potoče, Predmeja, Ravne, Selo, Skrilje, Stomaž, Šmarje, Tevče, Ustje, Velike Žablje (eerste vermelding in 1200), Vipavski Križ, Višnje, Vodice, Vrtovče, Vrtovin, Zavino, Žagolič, Žapuže

## Oudheid
In Ajdovščina bevinden zich overblijfselen van de rond 200 gestichte kleine Romeinse vestiging Castra ad Fluvium Frigidum, waaronder een bescheiden badinrichting. In de 4e eeuw telde de vesting reeds meerdere verdedigingstorens en werd later, in 451 door Attila verwoest. Niet ver hiervandaan, bij Hrušica (tussen Ajdovščina en Logatec), bevindt zich ook het Romeinse fort Ad Pirum. In de nabijheid vond op 6 september 394 een van de laatste veldslagen van het Romeinse Rijk plaats, namelijk tussen Theodosius I en de usurpator Eugenius met zijn veldheer Arbogastes: de Slag aan de Frigidus.
Het duurde tot 1551 om iets nieuws te vernemen van Ajdovščina, toen het marktrechten verkreeg.

## Monumenten
In Batuje bevindt zich de uit 1480 daterende kerk van H. Anna, met uit de bouwtijd daterende muurschilderingen. In Brje ligt naast de ruïnes van de Martinuskerk de kerk van HH. Cyrillus en Methodius. In Dobravlje bevinden zich in de uit 1641 daterende kerk van H. Petrus meerdere fresco's van Anton Čebej. Gojače heeft een architectonisch interessant kerkje van H. Justus. In Lokavec bevinden zich een Keltische versterking en grafveld. Eveneens een Keltisch grafveld ligt in Planina. Bij de hier in Planina gelegen 13e-eeuwse kerk H. Paulus bevindt zich bovendien nog een grafveld uit de bronstijd.
Velike Žablje bezit een groot barok kasteel, met kenmerkende arcaden uit 1669. Het is gedeeltelijk vervallen. Hier staat ook de kerk van H. Florianus. Vrtovin heeft een Romeins waterreservoir.
Vipavski Križ (letterlijk: het kruis van Vipava) valt in zijn geheel onder monumentenzorg. Stadsrechten kreeg deze kleine plaats in 1507 en het mocht rechtspreken sinds 1532. De kerk van Sint-Franciscus, het bijbehorende klooster van de Kapucijnen met een grote bibliotheek zijn hier de bezienswaardigheden.

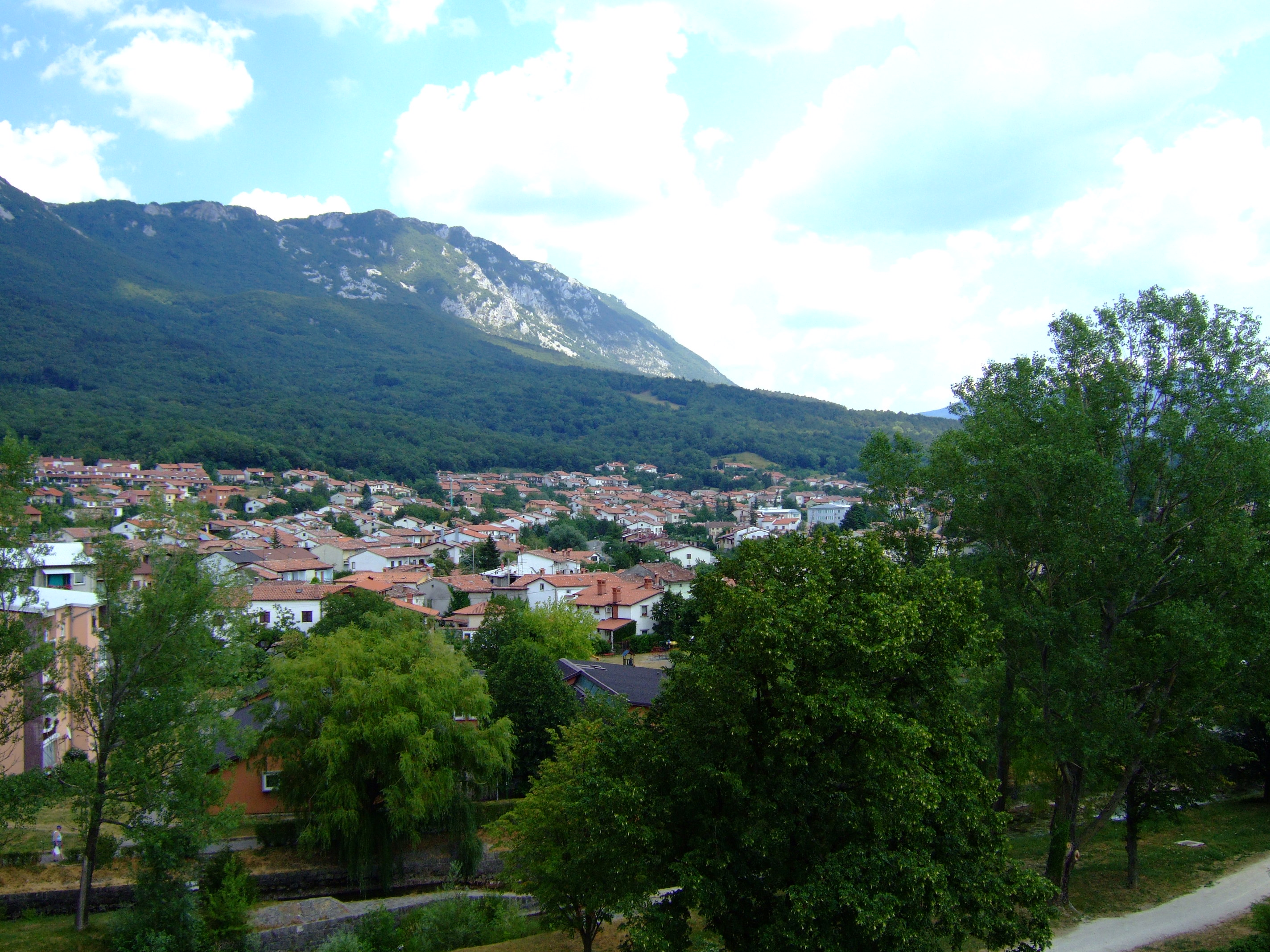
Ajdovščina

## Sport
De voormalige voetbalclub NK Primorje Ajdovščina is afkomstig uit de gemeente. De club hield in 2011 op te bestaan wegens een faillissement. De club is meerdere jaren actief geweest op het hoogste niveau van Slovenië, de 1. SNL. De opvolger van NK Primorje Ajdovščina werd in 2011 al opgericht en heet sinds 2018 ND Primorje. ND Primorje kwam in 2024 voor het eerst uit in de 1. SNL.

## In Ajdovščina zijn geboren
- Anton Čebej (1722-1774?) - schilder
- Jan van het Heilig Kruis (1647-1714), auteur
- Danilo Lokar (1892-1989) - schrijver
- Veno Pilon (1896-1970) - schilder
- Matija Vertovec (1784-1851), oenoloog

Ajdovščina · Bovec · Brda · Cerkno · Idrija · Kanal ob Soči · Kobarid · Miren-Kostanjevica · Nova Gorica · Renče-Vogrsko · Šempeter-Vrtojba · Tolmin · Vipava